# ひもQ
ひもQ（ひもキュー）は、1993年から2019年まで株式会社明治が販売していた駄菓子である。1本のグミで2つの味が楽しめることを特徴とする細長い紐状の子供向けのグミキャンディーであった。全長126センチメートル以上の長さがあるものは「超ひもQ」という。超ひもQは、「コーラ&ソーダ味」と「グレープ&マスカット味」が存在する。また、メロンソーダ&レモンスカッシュ味がある「超謎食感グミ もこもこひもQ」という商品も存在する。2019年7月生産分をもって終売した。

## 概要
「楽しく遊べて、食べておいしい」をコンセプトに、1993年から地区限定で販売を開始した。担当者は、市場に出回っている粒タイプではなく、紐形状にすることで楽しさを表現したと語っている。子供の小遣いで購入しやすい価格だったため、販売されていた26年の間、遠足やイベントの定番のおやつとされていた。過去には「グレープ&レモン味」「もこもこひもQラムネ&メロンソーダ味」の商品も存在していた。最終モデルの「超ひもQ」は、126センチメートルの長さを誇り、これは明治が製造するグミとしては最長であった。その長さを生かして、2010年に「超ひもQ」でマフラーを編む人が現れた他、2015年2月には「超ひもQ」のコーラ味とソーダ味を25センチ×15センチに棒編みする人が現れた。

### 生産終了
誕生してから約26年間たった2019年8月末に、2019年7月生産分の「コーラ＆ソーダ味」「マスカット＆グレープ味」をもって「超ひもQ」が終売した。明治によれば、製造停止理由は製造設備の老朽化が原因で、グミ市場の不調は理由ではないという。発売停止が発表された当時、ひもQを爆買いする人も現れた。現状、ひもQに代わる代替商品などを発売する予定はない。2021年1月にねとらぼが実施した「復活してほしい販売終了したお菓子」の人気ランキングで13位にランクインしている。2021年10月、バラエティ番組『KinKi Kidsのブンブブーン』の中で女優の吉岡里帆は「超ひもQ」について触れ、「大人がすごいふざけているみたいな感じを受け取れる」として、超ひもQの製作者の遊び心が好きだと語っている。

## 影響
アニメ『だがしかし』の第6話「超ひもQとおはじきと…ときどきまけんグミ」では、登場人物のサヤが超ひもQを使って東京タワーを作るシーンが描かれている。2021年発売のライトノベル『夢見る男子は現実主義者 4』では、お菓子を買おうとした主人公・佐城渉が、スーパーに「ひもQ」が売っておらず、既に生産終了していたことを知ってショックを受けるシーンが登場する。